# Regenboogboa
De regenboogboa (Epicrates cenchria) is een slang uit de familie reuzenslangen (Boidae).
Deze slang komt voor in Zuid-Amerika en heeft zich niet gespecialiseerd; de regenboogboa wordt aangetroffen in zowel bossen, vlakten als moerassen.
De regenboogboa kan een lichaamslengte tot twee meter bereiken en is te herkennen aan de oranjebruine kleur met lichtere, cirkelvormige en donker omzoomde vlekken. Kenmerkend is de sterke iriserende glans over het gehele lichaam. Door de kleuren en opvallende glans is het een populaire soort in de handel in exotische dieren.

## Verspreiding en habitat
De regenboogboa is een bewoner van tropische bossen en graslanden. Hij komt voor in de landen Argentinië, Bolivia, Brazilië, Colombia, Frans-Guyana, Paraguay, Suriname, Tobago, Trinidad en Venezuela. Het verspreidingsgebied wordt door verouderde bronnen als groter weergegeven, omdat enkele voormalige ondersoorten tegenwoordig als aparte soort wordt erkend.
De regenboogboa is een van de weinige slangen die zowel op de bodem leeft als in bomen klimt. De meeste slangen hebben zich juist gespecialiseerd tot typische bodembewoners die weinig klimmen of juist op het leven in bomen zijn aangepast en zelden op de bodem komen. Geschikte habitats zijn bossen, bosranden en open plekken in het bos, ook in graslanden en de voor Zuid-Amerika kenmerkende pampa's zijn een geschikte biotoop. Deze vlakten hebben weinig bomen en hier leeft de slang voornamelijk op de bodem. De regenboogboa is verder aangetroffen in moerassen. Hier zoekt de slang waarschijnlijk meer naar dieren die in het water leven dan muizen en vogels die in andere omgevingen worden gegeten.
De regenboogboa kan zich daarnaast aanpassen op verschillende habitats. Het is een generalist die zich vaak over de bodem verplaatst, met name de grotere exemplaren zijn niet erg snel. De slang klimt vaak in bomen tot een hoogte van enkele meters om te rusten. De regenboogboa is 's nachts actief en verschuilt zich overdag.

## Uiterlijke kenmerken

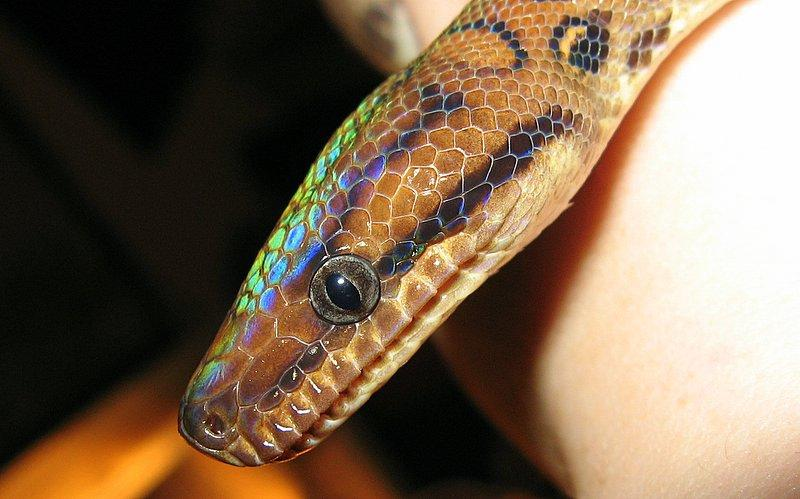
Detail van de kop van een juveniel.

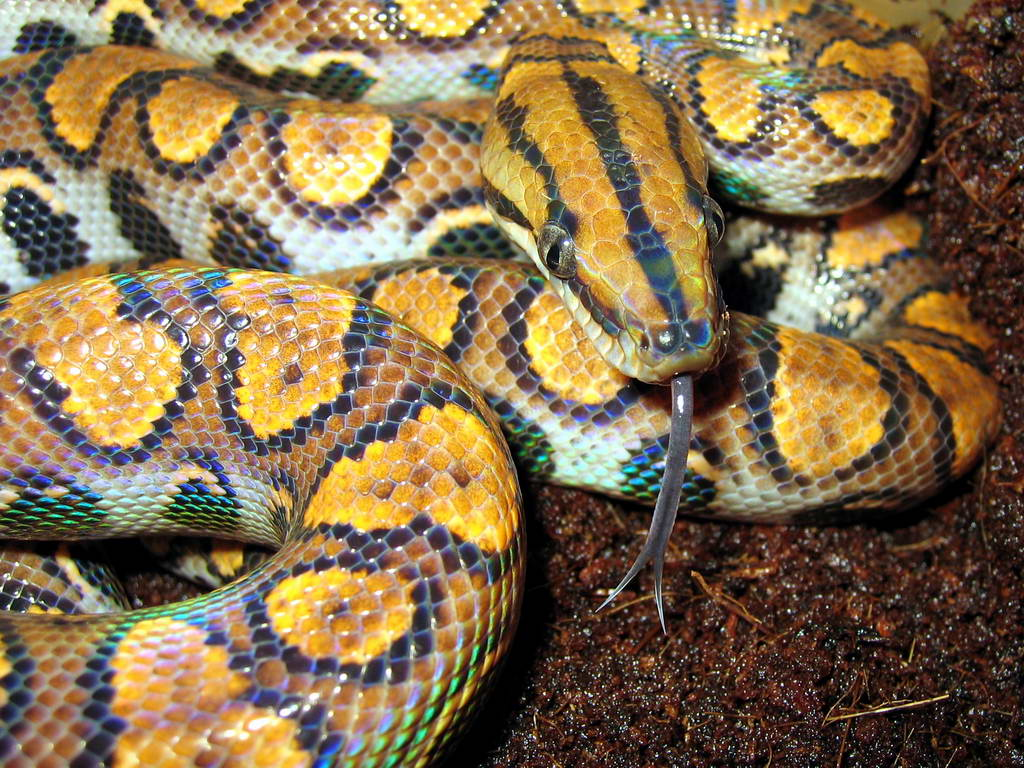
Exemplaar met gele kleuren.

De regenboogboa is een middelgrote soort, de meeste exemplaren bereiken een lichaamslengte van 1,5 tot 1,8 meter. Uitschieters kunnen tot twee meter lang worden. Andere boa's die op het continent leven worden vaak minstens twee meter lang, maar kunnen soms ook een lichaamslengte van meer dan drie meter bereiken.
Aan de kop bevinden zich vijf donkere tot zwarte strepen die beginnen aan de achterzijde van de kop achter de verdikking van de kaakspieren. De twee bovenste buitenste strepen lopen zijwaarts door de ogen naar het neusgat. De middelste donkere kopstreep loop precies in het midden en is het breedst.
De twee onderste strepen zijn vanaf de bovenzijde niet te zien en zijn gelegen aan de onderkaak. Deze donkere strepen begrenzen de bruine kleur van de bovenzijde van de kop met de gele kleur van de schubben aan de onderzijde van de kop. De strepen komen met de bovenste twee strepen samen in het oog. Direct onder iedere zwarte kaakstreep is een rij zintuiglijke organen zichtbaar, de labiale groeven. Deze bevatten warmtereceptoren waardoor de slang infraroodstraling kan waarnemen. Dit dient om de (warmbloedige) prooien op te sporen in het donker. Bij veel slangen met dergelijke zintuigen zijn deze in de onderlip gelegen en zijn duidelijk zichtbaar als diepe putjes in de huid. Bij de regenboogboa zijn ze echter aan de bovenlip gelegen en zijn ze zeer ondiep en moeilijker te zien. De ogen zijn relatief groot en zijn duidelijk te onderscheiden, ze hebben een bruine tot oranjebruine iris. De pupil is verticaal wat de nachtactieve levenswijze verraad.
De regenboogboa dankt de Nederlandstalige naam aan de parelmoerachtige, iriserende glans over het gehele lichaam. Deze iriserende laag wordt veroorzaakt door de structuur van de schubben en niet door een olie- of vetlaagje op de huid. De schubben zijn voorzien van microscopisch kleine richeltjes, die het licht breken wat de glans veroorzaakt. De richeltjes hebben een met een prisma vergelijkbare werking. Met name na een vervelling is de huid voorzien van een sterke glans.
De lichaamskleur is lichtbruin tot roodbruin, met aan de flanken een rij donkere vlekken die een lichter centrum hebben aan de bovenzijde. Het lichtere deel van de vlek is halvemaan-vormig waardoor het geheel sterk lijkt op een oog. Deze zogenaamde oogvlekken zijn sterker ontwikkeld bij juveniele dieren en vervagen naarmate de slang ouder wordt. Op de rugzijde is een rij lichtere vlekken aanwezig waarvan de vlekken donkeromzoomd zijn en sterk afsteken. Bij sommige exemplaren neigen de bruine kleuren meer naar oranje en zijn de lichtere omzomingen helder oranje tot geel gekleurd. De regenboogboa is een van de weinige slangen die de opvallende juveniele kleuren gedurende het gehele leven draagt. Van veel slangen is eveneens bekend dat ze als jonge slang felle kleuren hebben, maar deze gaan na enkele jaren meestal verloren. Mannetjes zijn moeilijk van vrouwtjes te onderscheiden, ze hebben een dikkere staartbasis die veroorzaakt wordt door de aanwezigheid van de hemipenis.

## Levenswijze

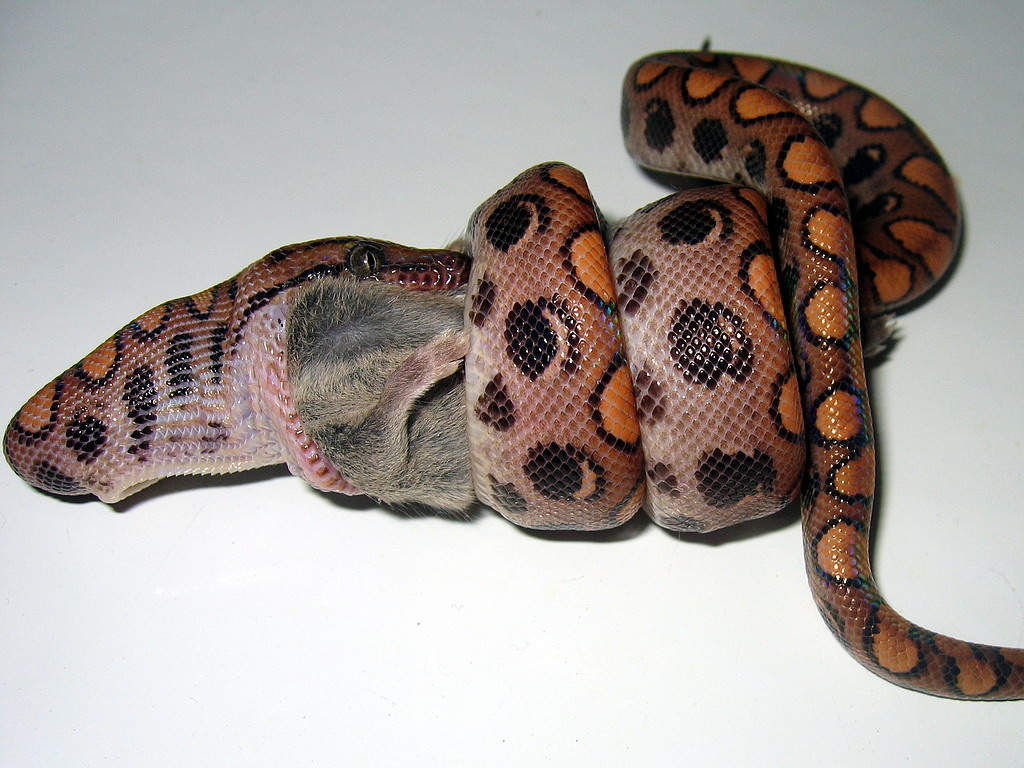
Een regenboogboa eet een knaagdier.

De regenboogboa leeft van kleine gewervelde dieren, zoals muizen en vogels. De slang kan in het donker warmte onderscheiden met de groeforganen in de kop, en warmbloedige zoogdieren zijn veel beter te zien dan koudbloedige dieren zoals kikkers. Toch eet de slang vermoedelijk ook dieren die in het water leven, en ook staan hagedissen waarschijnlijk op het menu. Dieren die in gevangenschap worden gehouden kunnen worden gevoerd met ratten en kuikens.
De regenboogboa is net als andere boa's niet giftig maar doodt zijn prooi door verwurging. De slang kronkelt hierbij het lichaam om de buitgemaakte prooi zodat de adem wordt ontnomen.
De regenboogboa is eierlevendbarend, de jongen komen niet in een ei ter wereld maar zodra ze worden geboren zijn ze direct in staat om voor zichzelf te zorgen. De jongen zijn aan het eind van hun ontwikkeling omgeven door een dun, membraanachtig vliesje, dat vlak voor de geboorte breekt of soms vlak na de geboorte. Het aantal jongen varieert van 10 tot 30 per jaar.
Er is geen vorm van broedzorg bekend en de jongen verlaten hun moeder direct na de geboorte. Wel is beschreven dat het moederdier ze helpt om het geboortevlies te breken. Het vrouwtje zoekt tussen haar pas gebaarde jongen naar onbevruchte eieren, en als deze worden aangetroffen eet ze deze op. Jonge regenboogboa's zijn feller gekleurd dan de volwassen dieren, na enkele jaren wordt de kleur grauwer.

## In gevangenschap
De regenboogboa is vanwege de opvallende kleuren een populaire soort in de handel in exotische dieren. Met name de ondersoort Epicrates cenchria cenchria uit Brazilië wordt als decoratief beschouwd en is erg gewild. In de jaren 80 en jaren 90 werden de slangen massaal uit het wild gehaald, vooral uit Suriname. Tegenwoordig zijn de meeste aangeboden exemplaren in gevangenschap gekweekte dieren.
De regenboogboa wordt met een maximale lengte tot twee meter ook niet zo groot als een aantal andere boa's. Hierdoor heeft de slang geen enorme behuizing nodig en is makkelijker te hanteren. De regenboogboa kan gevoerd worden met muizen en kuikens, jongere slangen eten kleinere prooien dan volwassen exemplaren. De regenboogboa kan in gevangenschap een leeftijd van meer dan 20 jaar bereiken.
De slang is gevoelig voor uitdroging en er dient een relatieve luchtvochtigheid gehandhaafd te worden van 75 tot 80%. Als de luchtvochtigheid consequent te laag is, vertoont de slang braakneigingen en kan ten slotte sterven. De temperatuur dient 's nachts ongeveer 21 graden Celsius te zijn en overdag ongeveer 27 graden. De winterperiode zoals deze plaatsvindt in de natuurlijke leefomstandigheden kan worden nagebootst door de temperatuur wat te verlagen en de belichtingsduur wat te verkorten.

## Taxonomie en indeling

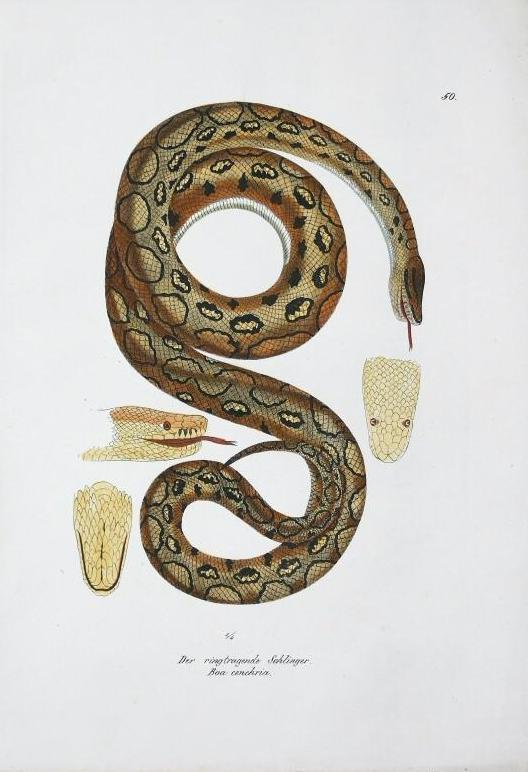
Tekening van de slang uit 1836 door Heinrich Rudolf Schinz.

De regenboogboa behoort tot de familie reuzenslangen (Boidae) en de onderfamilie van de echte boa's (Boinae). Verder wordt de slang ingedeeld bij het geslacht van de slanke boa's (Epicrates), een geslacht van veertien soorten boa's die veel slanker gebouwd zijn dan de meeste andere reuzenslangen.
De indeling van de verschillende ondersoorten is regelmatig veranderd, zodat in de literatuur verschillende aantallen worden vermeld. Toto 2008 werden er negen ondersoorten erkend, tot de herpetologen Paolo Passoa en Ronaldo Fernandes genetisch onderzoek deden naar de verschillende ondersoorten en tot een ingrijpende conclusie kwamen. Van de negen ondersoorten werden er zeven afgevoerd, vier voormalige ondersoorten van de regenboogboa werden als volwaardige soorten beschreven omdat ze voldeden aan voldoende criteria. Drie andere ondersoorten werden zelfs geschrapt en worden niet meer erkend. Deze drie voormalige ondersoorten waren allen benoemd door Afriano do Amaral. Amaral had zich echter gebaseerd op onvolledig literatuuronderzoek (betreffende de ondersoort Epicrates cenchria xerophilus), een te kleine hoeveelheid onderzoeksmateriaal (ondersoort Epicrates cenchria polylepis) en de ondersoort Epicrates cenchria hygrophilus ten slotte had op basis van de criteria van Amaral niet als aparte ondersoort mogen worden beschreven.
Van de negen voormalige ondersoorten bleven slechts twee ondersoorten over: Epicrates cenchria cenchria en Epicrates cenchria polylepis. Deze laatste wordt tegenwoordig gezien als een (niet meer erkende) ondersoort van Epicrates crassus (E[picrates]. cenchria polylepis).
Deze taxonomische veranderingen hadden niet alleen gevolgen voor het aantal ondersoorten op zich, maar ook het verspreidingsgebied van de soort als zodanig werd kleiner. De voormalige ondersoort Epicrates cenchria maurus bijvoorbeeld was de enige die voorkomt in Costa Rica en Panama. In veel literatuur wordt daarom vermeld dat de regenboogboa in deze landen voorkomt, terwijl dit door de taxonomische herschikking niet langer het geval is.
In de onderstaande tabel staan alle negen voormalige ondersoorten weergegeven voor de volledigheid, met de reden van wijziging.
| Erkende en voormalige ondersoorten van de regenboogboa | Erkende en voormalige ondersoorten van de regenboogboa | Erkende en voormalige ondersoorten van de regenboogboa                              |
| ------------------------------------------------------ | ------------------------------------------------------ | ----------------------------------------------------------------------------------- |
| Naam                                                   | Auteur                                                 | Status                                                                              |
| Epicrates cenchria alvarezi                            | Abalos, Baez & Nader, 1964                             | Geschrapt; wordt op basis van verschillende kenmerken als volwaardige soort gezien. |
| Epicrates cenchria assisi                              | Machado, 1945                                          | Geschrapt; wordt op basis van verschillende kenmerken als volwaardige soort gezien. |
| Epicrates cenchria barbouri                            | Stull, 1938                                            | Geschrapt; deze ondersoort bleek later Epicrates maurus te zijn.                    |
| Epicrates cenchria cenchria                            | Linnaeus, 1758                                         | Neutraal; geen nominale ondersoort meer.                                            |
| Epicrates cenchria crassus                             | Cope, 1862                                             | Geschrapt; wordt op basis van verschillende kenmerken als volwaardige soort gezien. |
| Epicrates cenchria gaigei                              | Stull, 1938                                            | Geschrapt; deze ondersoort bleek later Epicrates cenchria cenchria te zijn.         |
| Epicrates cenchria hygrophilus                         | Amaral, 1935                                           | Geschrapt; te weinig onderzoeksmateriaal.                                           |
| Epicrates cenchria maurus                              | Gray, 1849                                             | Geschrapt; wordt op basis van verschillende kenmerken als volwaardige soort gezien. |
| Epicrates cenchria polylepis                           | Amaral, 1935                                           | Geschrapt; wordt niet meer erkend.                                                  |

## Afbeeldingen

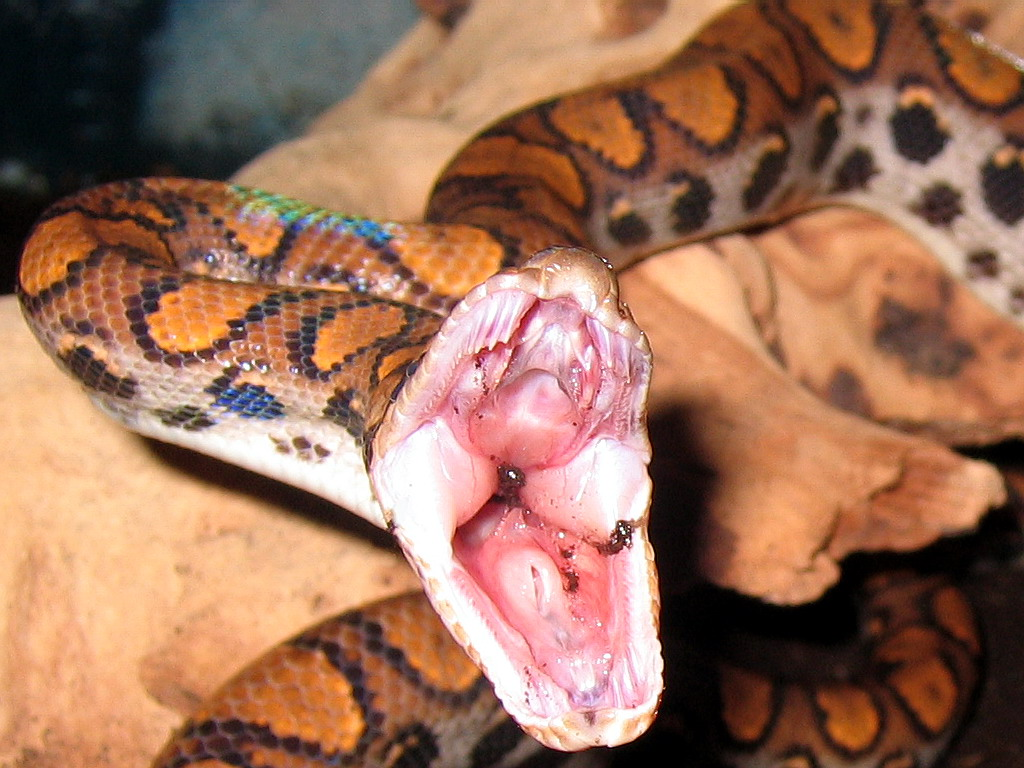
Met opengesperde bek
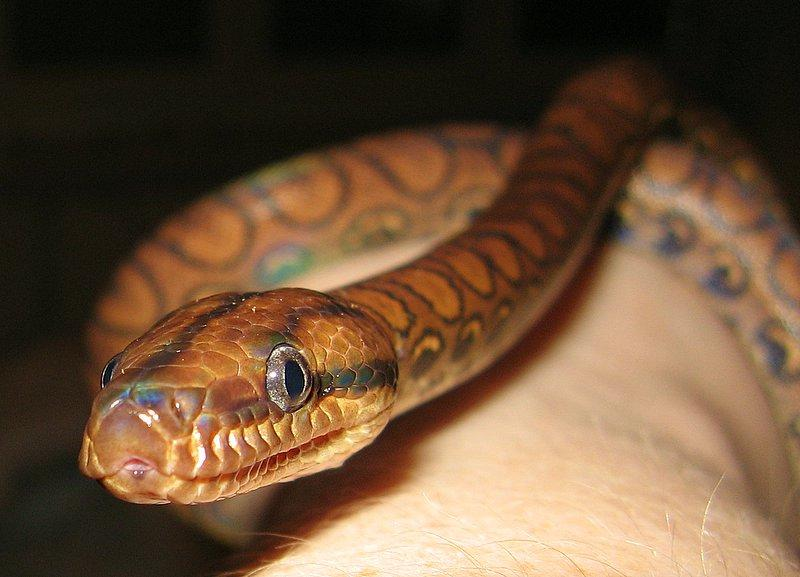
Detail kop juveniel
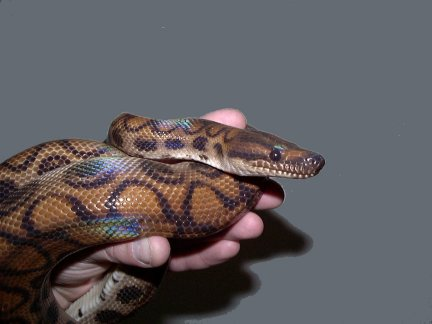
Gehanteerd exemplaar
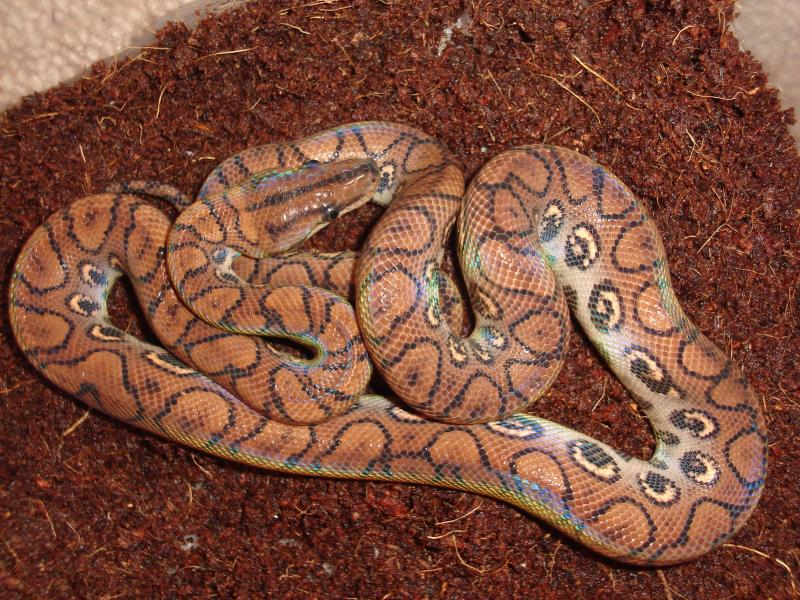
Mannetje